# Thecofilosea
A Thecofilosea a Rhizaria Cercozoa csoportjának héjas amőbákból, ostorosokból és ostoros amőbákból – ostorral és állábbal is rendelkező tagokból – álló kládja. Megkülönbözteti a többi Cercozoa-fajtól pikkelyek nélküli szerves héja. Közeli rokona a szervetlen – szilikátpikkelyes – héjú Imbricatea.

## Történet
Első leírt kládja a Phaeodaria Haeckel 1879, melyet Haeckel a sugárállatkák egy „laegiójaként” sorolt be 4 renddel. Ennek rendszertana gyakran változott: például 7 hagyományos csoportjáról kiderült, hogy nem mind kládok. Nakamura et al. 2012-ben például 11 kládot soroltak ide A-tól K-ig.
Elektronmikroszkóppal először 1981-ben tanulmányozták Simitzis és le Goff a Capsellina és Rhogostoma nemzetségeket 
A Thecofiloseát 2003-ban hozta létre Thomas Cavalier-Smith a héjas Cryomonadida és Tectofilosida egyesítésére. Először egymagvú sejtekként írta le, melyeket rugalmas szerves tektum (Tectofilosida) vagy merev héj (Cryomonadida) vesz körül 1 vagy 2 nyílással a filopódiumoknak, 2 ostorral vagy ostor nélkül és csőszerű mitokondriális cristákkal. Meghatározását 2011-ben egészítette ki a Ventricleftida, Ebriida és Phaeodaria hozzáadásával. Végül 2012-ben hozzáadták a Mataza nemzetséget a Matazida kládban.
2019-ben kétféle rendszertani csoportosítása volt azonos rendekkel:
| Cavalier-Smith (2018) | Adl et al. (2019) |
| --- | --- |
| - Ventricleftia - Ventricleftida - Eothecia - Matazida - Ebriida - Cryomonadida - Phaeodaria - Eodarida - Opaloconchida - Tectosia - Tectofilosida | - Incertae sedis: Mataza - Phaeodaria - Phaeoconchia - Phaeocystina - Phaeogromia - Phaeosphaeria - Cryomonadida - Ventricleftida - Tectofilosida - Ebriacea |

## Genetika
Többgénes filogenetikai elemzések változó támogatottságot mutattak ki: 2018-ban egy 32 Rhizaria-taxonból álló elemzés 36–44%-os támogatottságot talált.
2012-ben 3 környezeti kládja volt, ezek jelei A–C betűk.
A Protaspidae kromoszómái mindig kondenzáltak.

## Filogenetika
2018-ban Cavalier-Smith és Chao a Helkesida kládba sorolták a Sainouridae mellé.

## Morfológia
A Thecofilosea sejten kívüli szerves anyagból álló erős héjú ősből fejlődött a Cercozoa legtöbb más tagjától eltérően, melyek általában csupaszok vagy szervetlen szilikátpikkelyes héjúak. Vékony állábai (filopódium) vannak, melyek ventrális nyílásból indulnak. 2 ostora van, melyek a Rhizaspidae és Tectofilosida kládokban nincsenek jelen, a Phaeodaria kládban csak a zoospóra rendelkezik velük. Ősi jelleg a csak a hátulsó ostoron történő siklás. Az Ebriacea nem rendelkezik állábbal. Héja lehet kagylószerű (például Phaeoconchia) vagy rácsos (például Phaeogromida), nyílása rendelkezhet lábakkal vagy fogakkal, mint a Phaeogromiában. A Phaeodaria állábhálója pigmentes feodiummal rendelkezik, mely bár központi kapszulának tekinthető, nem homológ a Polycystinea központi kapszulájával. A héj akár 7 rétegű is lehet.
A Thecofilosea héja az ostorok és az állábak számára perforációkkal rendelkezik. A Phaeodariában a héj 3 perforációval rendelkezik, innen a Tripylea név. Bár a kládban nincs szilikátpikkely az Imbricatea legtöbb fajától eltérően, a Phaeodaria legtöbb faja és az Ebriida rendelkeznek belső szilikátvázzal, melyek tüskékből vagy üreges hasábokból épülnek fel.
Cristái csőszerűek.

## Élőhely
Bár elsősorban bentikus, számos klád – például az Ebriacea – planktonikussá vált.

## Életmód
Baktériumokat, heterotróf és autotróf eukariótákat egyaránt eszik. Parazitoid fajainak zöld színtestű növények és sárgásmoszatok, például barna- és kovamoszatok is gazdái. A leggyakoribbb parazitoid Cercozoa-klád például az Eucampia zodiacusban.

## Életciklus
Osztódhat longitudinálisan (például Rhogostomidae).

## Ökológia
Többnyire szabadon élő heterotróf klád, azonban egyes fajok parazitoidként előfordulhatnak zöld színtestű növényeken és sárgásmoszatokon.

## Evolúció
A Thecofilosea klád a Monadofilosa csoporton belül, mely a korán kialakult Reticulofilosa után jelent meg. A Thecofilosea az egyetlen héjjal rendelkező Cercozoa-klád elsődlegesen szerves, nem pikkelyes héjakkal, míg az Imbricatea, ahová a Kraken is tartozik, szilikátpikkelyes héjjal rendelkezik. A Thecofilosea feltehetően az Imbricateából fejlődött, melyet korábban monofiletikusnak tekintettek, de újabb elemzésekben a Thecofiloseára nézve parafiletikus. Közös ősük héjában pikkelyekkel rendelkezett szerves cement nélkül, e jellemzőt a Thecofilosea elvesztette, és pikkelyek nélküli szerves héjra cserélte.
|  | \| \| Thecofilosea (nincs pikkely, szerves) \| \| \| \| \| \| Imbricatea (szilikátpikkelyes) \| \| \| \| |
|  | |
|  | Kraken (szilikátpikkelyek)                                                                               |
|  | |
|  | Thecofilosea (nincs pikkely, szerves)                                                                    |
|  | |
|  | Imbricatea (szilikátpikkelyes)                                                                           |
|  | |

|  | Thecofilosea (nincs pikkely, szerves) |
|  |                                       |
|  | Imbricatea (szilikátpikkelyes)        |
|  |                                       |

|  | \| \| Thecofilosea (nincs pikkely, szerves) \| \| \| \| \| \| Imbricatea (szilikátpikkelyes) \| \| \| \| |
|  | |
|  | Kraken (szilikátpikkelyek)                                                                               |
|  | |
|  | Thecofilosea (nincs pikkely, szerves)                                                                    |
|  | |
|  | Imbricatea (szilikátpikkelyes)                                                                           |
|  | |

|  | Thecofilosea (nincs pikkely, szerves) |
|  |                                       |
|  | Imbricatea (szilikátpikkelyes)        |
|  |                                       |

|  | \| \| Thecofilosea (nincs pikkely, szerves) \| \| \| \| \| \| Imbricatea (szilikátpikkelyes) \| \| \| \| |
|  | |
|  | Kraken (szilikátpikkelyek)                                                                               |
|  | |
|  | Thecofilosea (nincs pikkely, szerves)                                                                    |
|  | |
|  | Imbricatea (szilikátpikkelyes)                                                                           |
|  | |

|  | Thecofilosea (nincs pikkely, szerves) |
|  |                                       |
|  | Imbricatea (szilikátpikkelyes)        |
|  |                                       |

|  | \| \| Thecofilosea (nincs pikkely, szerves) \| \| \| \| \| \| Imbricatea (szilikátpikkelyes) \| \| \| \| |
|  | |
|  | Kraken (szilikátpikkelyek)                                                                               |
|  | |
|  | Thecofilosea (nincs pikkely, szerves)                                                                    |
|  | |
|  | Imbricatea (szilikátpikkelyes)                                                                           |
|  | |

|  | Thecofilosea (nincs pikkely, szerves) |
|  |                                       |
|  | Imbricatea (szilikátpikkelyes)        |
|  |                                       |

|  | \| \| Thecofilosea (nincs pikkely, szerves) \| \| \| \| \| \| Imbricatea (szilikátpikkelyes) \| \| \| \| |
|  | |
|  | Kraken (szilikátpikkelyek)                                                                               |
|  | |
|  | Thecofilosea (nincs pikkely, szerves)                                                                    |
|  | |
|  | Imbricatea (szilikátpikkelyes)                                                                           |
|  | |

|  | Thecofilosea (nincs pikkely, szerves) |
|  |                                       |
|  | Imbricatea (szilikátpikkelyes)        |
|  |                                       |

|  | \| \| Thecofilosea (nincs pikkely, szerves) \| \| \| \| \| \| Imbricatea (szilikátpikkelyes) \| \| \| \| |
|  | |
|  | Kraken (szilikátpikkelyek)                                                                               |
|  | |
|  | Thecofilosea (nincs pikkely, szerves)                                                                    |
|  | |
|  | Imbricatea (szilikátpikkelyes)                                                                           |
|  | |

|  | Thecofilosea (nincs pikkely, szerves) |
|  |                                       |
|  | Imbricatea (szilikátpikkelyes)        |
|  |                                       |

|  | \| \| Thecofilosea (nincs pikkely, szerves) \| \| \| \| \| \| Imbricatea (szilikátpikkelyes) \| \| \| \| |
|  | |
|  | Kraken (szilikátpikkelyek)                                                                               |
|  | |
|  | Thecofilosea (nincs pikkely, szerves)                                                                    |
|  | |
|  | Imbricatea (szilikátpikkelyes)                                                                           |
|  | |

|  | Thecofilosea (nincs pikkely, szerves) |
|  |                                       |
|  | Imbricatea (szilikátpikkelyes)        |
|  |                                       |

|  | \| \| Thecofilosea (nincs pikkely, szerves) \| \| \| \| \| \| Imbricatea (szilikátpikkelyes) \| \| \| \| |
|  | |
|  | Kraken (szilikátpikkelyek)                                                                               |
|  | |
|  | Thecofilosea (nincs pikkely, szerves)                                                                    |
|  | |
|  | Imbricatea (szilikátpikkelyes)                                                                           |
|  | |

|  | Thecofilosea (nincs pikkely, szerves) |
|  |                                       |
|  | Imbricatea (szilikátpikkelyes)        |
|  |                                       |

Egy korábbi elemzés a Krakent a Sarcomonadea tagjaként írta le, ez alapján lehetséges – bár valószínűtlen –, hogy nemcsak az Imbricatea és a Thecofilosea, hanem az egész Cercozoa közös őse is rendelkezett szilikátpikkelyes héjjal. Ez esetben a Thecofilosea és a Sarcomonadea egymástól függetlenül vesztették el pikkelyeiket.

## Fordítás
Ez a szócikk részben vagy egészben  a   Thecofilosea című angol Wikipédia-szócikk ezen változatának fordításán alapul.  Az eredeti cikk szerkesztőit annak laptörténete sorolja fel. Ez a jelzés csupán a megfogalmazás eredetét és a szerzői jogokat jelzi, nem szolgál a cikkben szereplő információk forrásmegjelöléseként.